# Dsmitryj Baskau
Dsmitryj Baskau (belarussisch Дзмітрый Юр’евіч Баскаў; russisch Дмитрий Юрьевич Басков; * 25. August 1978 in Minsk, Belarussische Sozialistische Sowjetrepublik) ist ein ehemaliger belarussischer Eishockeytorwart und Geschäftsmann des Lukaschenka-Regimes. Er ist seit 2020 Präsident des Belarussischen Eishockeyverbands und der Cheftrainer der Eishockeymannschaft Aljaksandr Lukaschenkas. Er war der Generaldirektor des HK Dinamo Minsk in den Jahren 2018–2020.
Er absolvierte die Belarussische Staatliche Universität in 2002 und hat einen Abschluss in Rechtswissenschaften. Anschließend absolvierte er das Institut für Fortbildung und Umschulung der Belarussischen Staatlichen Universität für Körperkultur als Eishockeytrainer und erhielt 2018 ein Diplom von der IPM Business Schule.
Nach Angaben von investigativen Journalisten wird er verdächtigt, an den Misshandlungen von Raman Bandarenka aus Minsk beteiligt gewesen zu sein, der Künstler und Teilnehmer von Protesten in Belarus war und später in einem Krankenhaus starb. Am 16. November 2020 wurde Baskau die Einreise nach Lettland und nach Litauen und Estland am 20. November verboten. Die Internationale Eishockey-Föderation leitete gegen Baskau eine unabhängige Untersuchung wegen des Vorfalls ein. Aus diesem Grund wurde Baskau von den Olympischen Spielen ausgeschlossen.
Im Frühjahr 2021 besaß er Vermögenswerte von mehreren Millionen US-Dollar (Unternehmensanteile, Immobilien, Fahrzeuge), von denen einige auf seine Frau registriert wurden.
Am 8. September 2021 disqualifizierte die IIHF den Vorsitzenden des Eishockeyverbandes für fünf Jahre: Nach den Ergebnissen einer zehnmonatigen Untersuchung wurde festgestellt, dass Baskau Sportler diskriminiert und aufgrund ihrer politischen Ansichten bedroht habe. Zudem hatte er Trainer und Sportler entlassen, die er als politisch „unzuverlässig“ eingestuft hatte.
Am 10. September legte Baskau sein Amt als Vorsitzender des belarussischen Eishockeyverbandes nieder.
Am 14. September 2021 ernannte Alexander Lukaschenko Baskau zum Mitglied des Rates der Republik der belarussischen Nationalversammlung. Lukaschenko merkte an, dass Dmitry Baskau sich im Oberhaus des Parlaments mit sozialen Themen sowie Sportthemen befassen wird.
Eine Untersuchung von BYPOL hat ergeben, dass Dsmitryj Baskau Baskau Lukaschenko einen GAZ 20 aus dem Jahr 1949 im Wert von über 52000 US-Dollar geschenkt hatte.
Dsmitryj Baskau ist auch auf der Liste der Specially Designated Nationals and Blocked Persons der USA.

## Persönliches Leben
Die Ehefrau Baskaus ist Aljaksandra Baskawa (Schyschko), eine Tochter des Generaldirektors von Brestenergo und des Mitglieds des Rates der Republik der Nationalversammlung der Republik Belarus Uladsimir Schyschko.